# Franska motståndsrörelsen

Fransk flagga med Lorraine-korset, användes av Franska motståndsrörelsen.

Franska motståndsrörelsen omfattar ett flertal motståndsrörelser som var baserade i Frankrike under andra världskriget. Dessa rörelser gjorde motstånd mot ockupationsmakten Nazityskland, och mot Vichyregimen. 
Motståndsrörelsen inkluderade bland annat beväpnade grupper, utgivare av underjordiska tidningar, och nätverk som bistod de allierades soldater. En del motståndsmän försökte genom sabotage och andra metoder att undergräva nazi- och Vichyregimens styre. 
Franska motståndsrörelsen hjälpte de allierade med underrättelser, och koordinerade sabotage och andra handlingar som hjälpte vid invasionen av Normandie den 6 juni 1944.